# Iniciativa Cultural de la Franja
Iniciativa Cultural de la Franja (ICF) és una institució creada el 2003 per tal que totes les institucions impulsores de la llengua i la cultura catalanes a la Franja de Ponent puguin actuar a una sola veu i coordinar esforços. En formen part:
- Associació Cultural del Matarranya (ASCUMA), fundada el 1989, amb seu a Calaceit i que té com a àmbit d'actuació la Matarranya i el Mesquí.
- Institut d'Estudis del Baix Cinca (IEBC), legalitzat el 1983, amb seu a Fraga i que actua i treballa al Baix Cinca.
- Associació de Consells Locals de la Franja (ACLF), legalitzada el 1986, amb seu a Tamarit de Llitera i que actua i treballa sobretot a la Llitera.
- Centre d'Estudis Ribagorçans (CERi), fundat el 2003, amb seu a Benavarri i que actua i treballa a la Ribagorça.